# Carl Burger (Bildhauer)

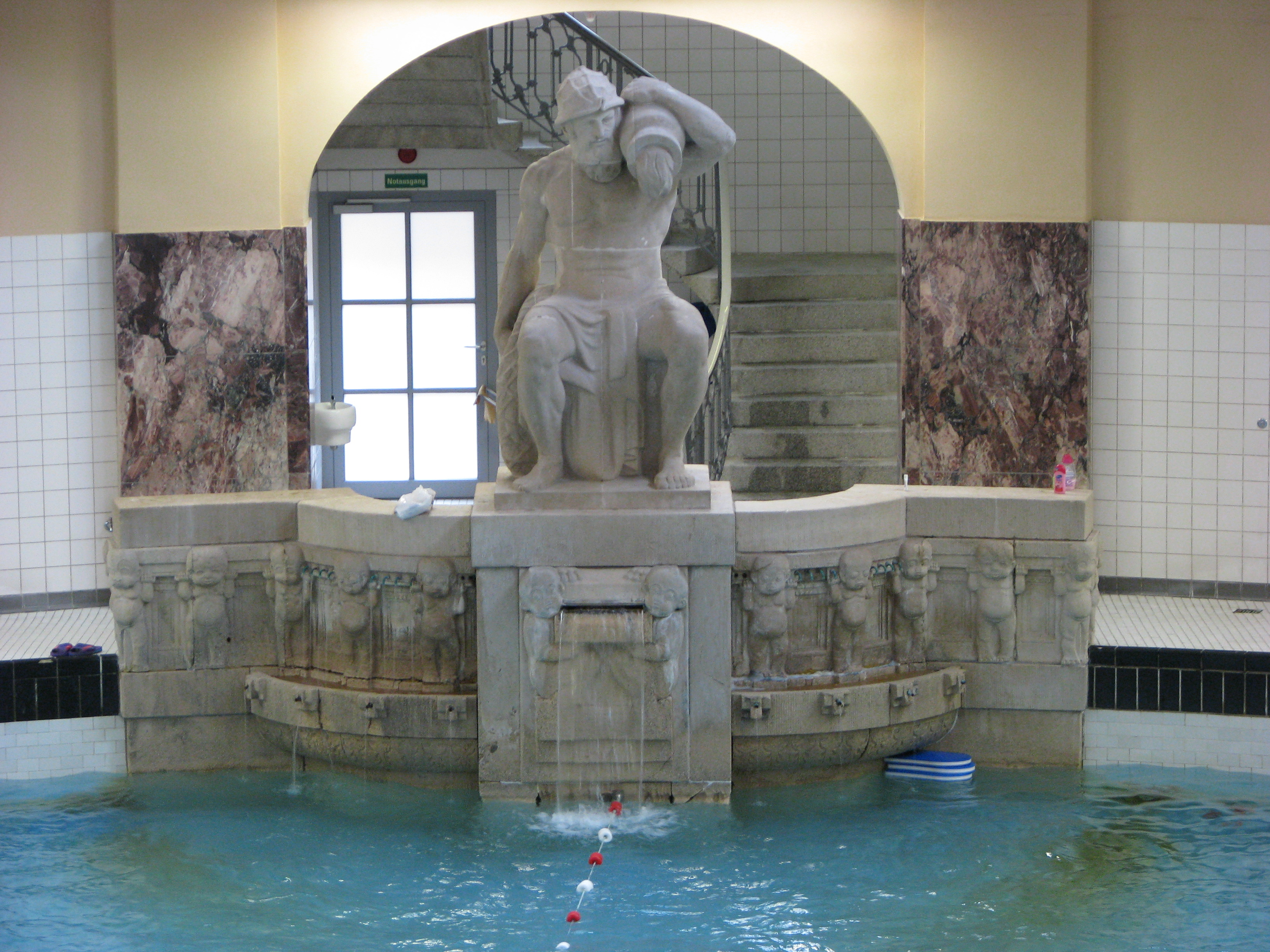
Neptunbrunnen, Elisabethhalle in Aachen

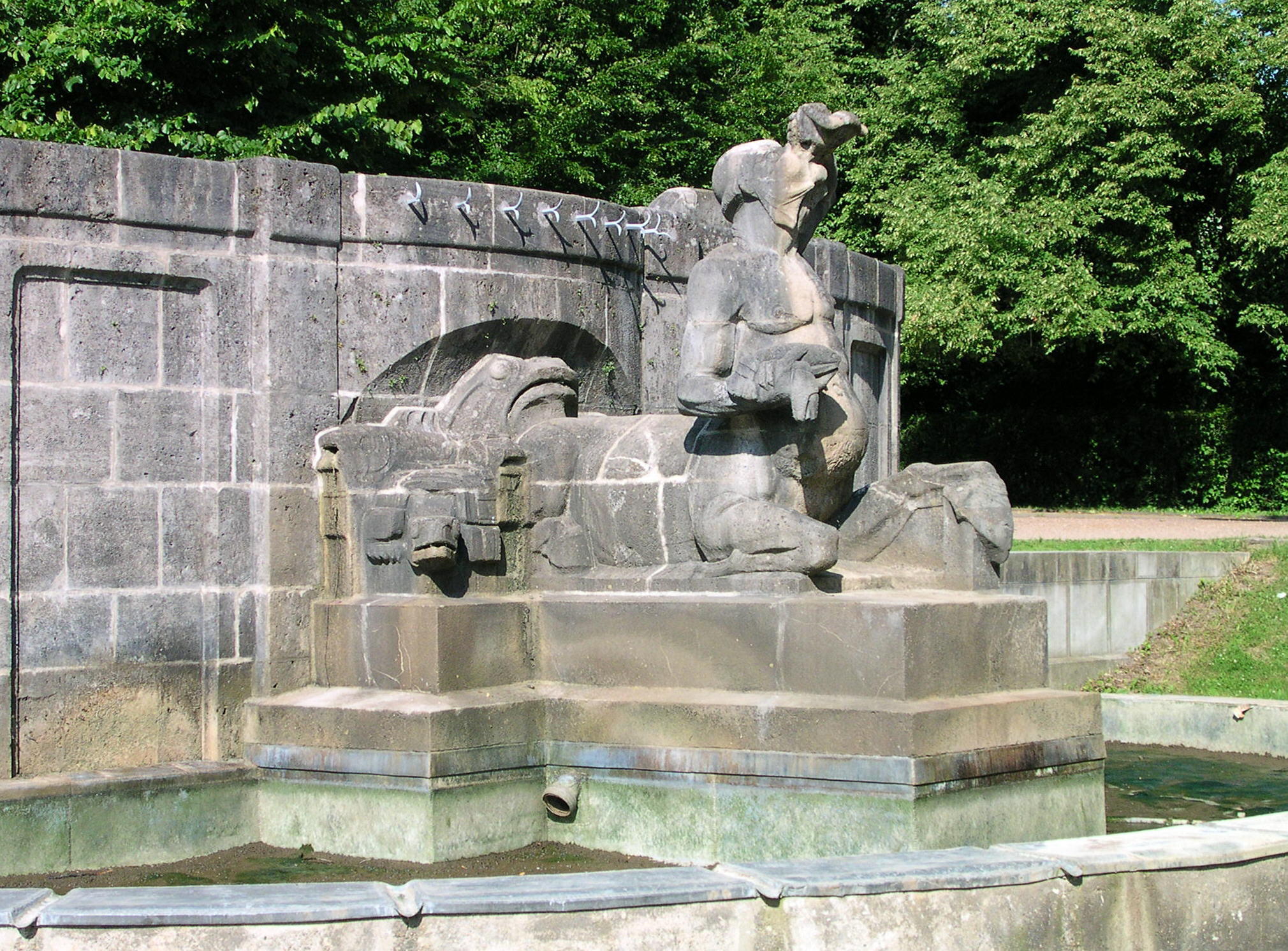
Tritonenbrunnen, Aachen

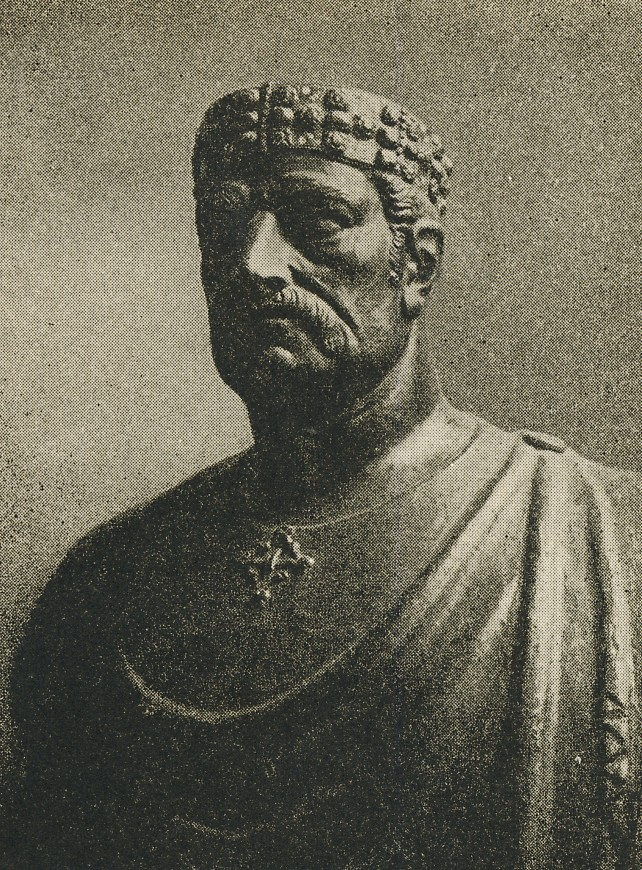
Büste Karl der Große

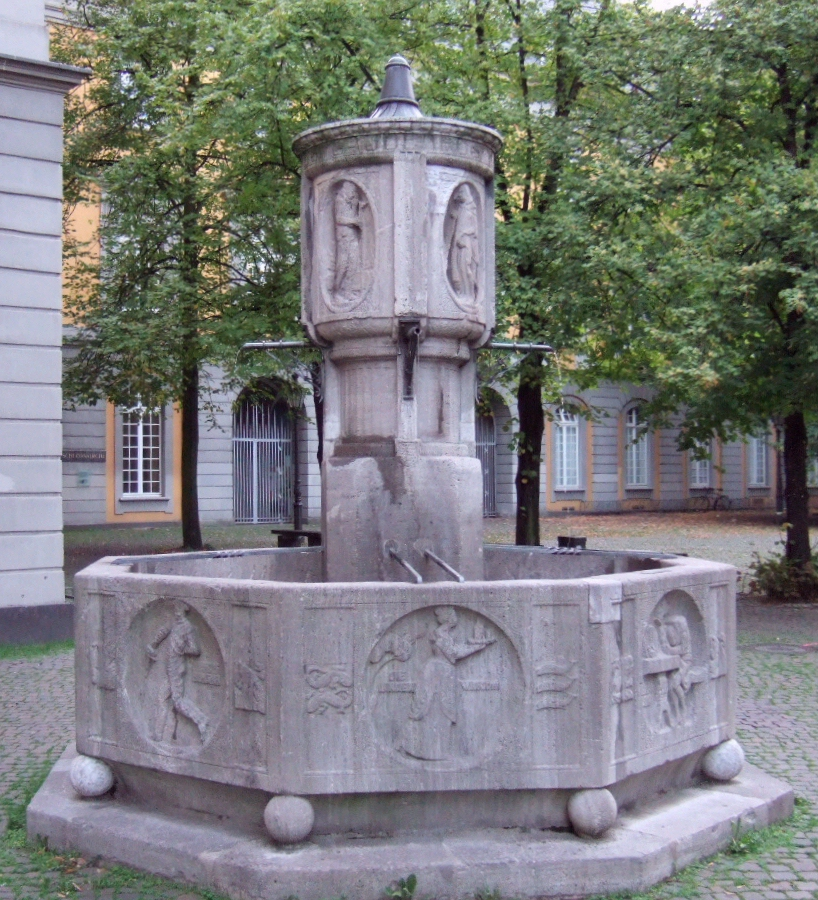
Studentenbrunnen Bonn

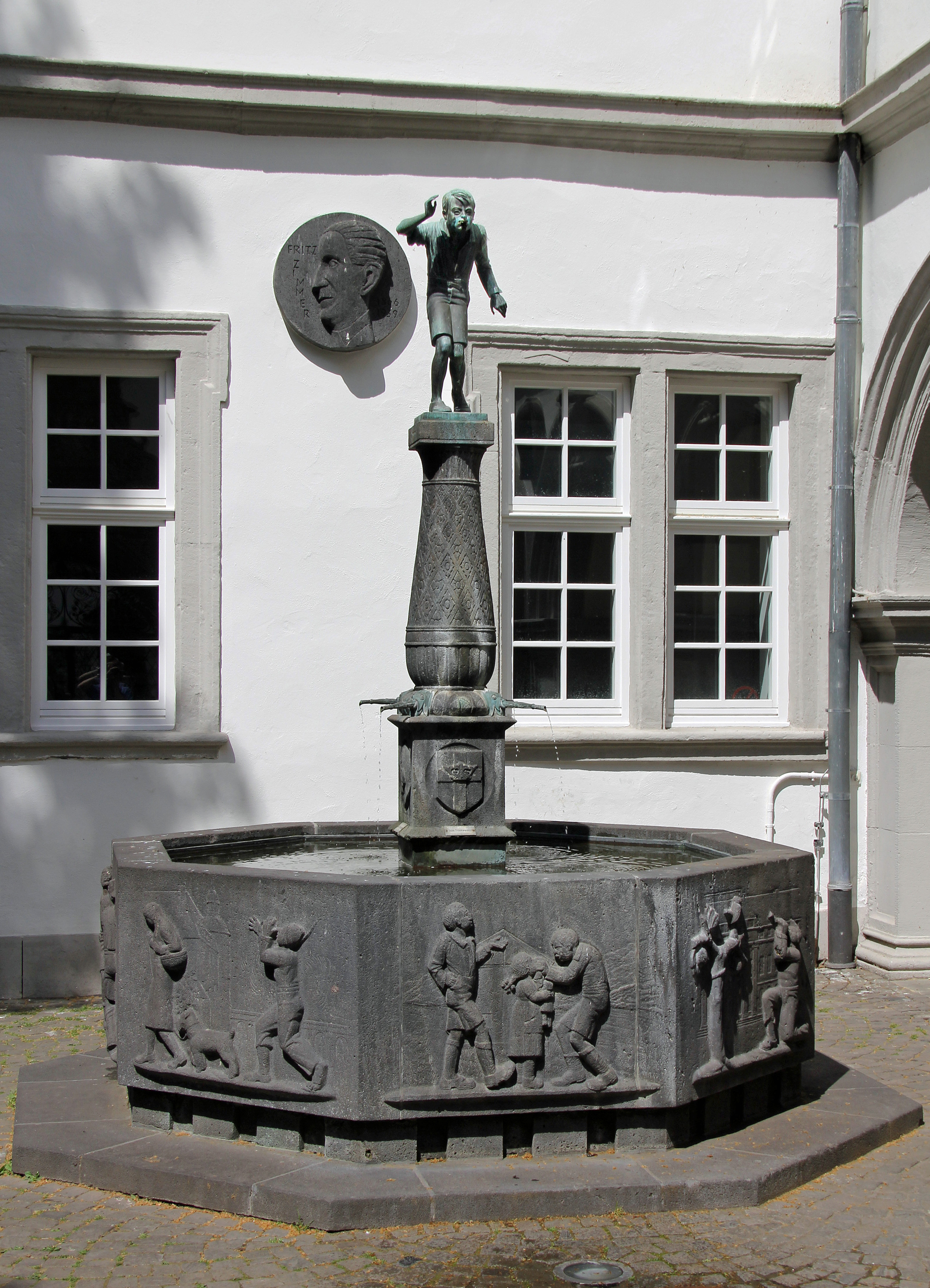
Schängelbrunnen, Koblenz

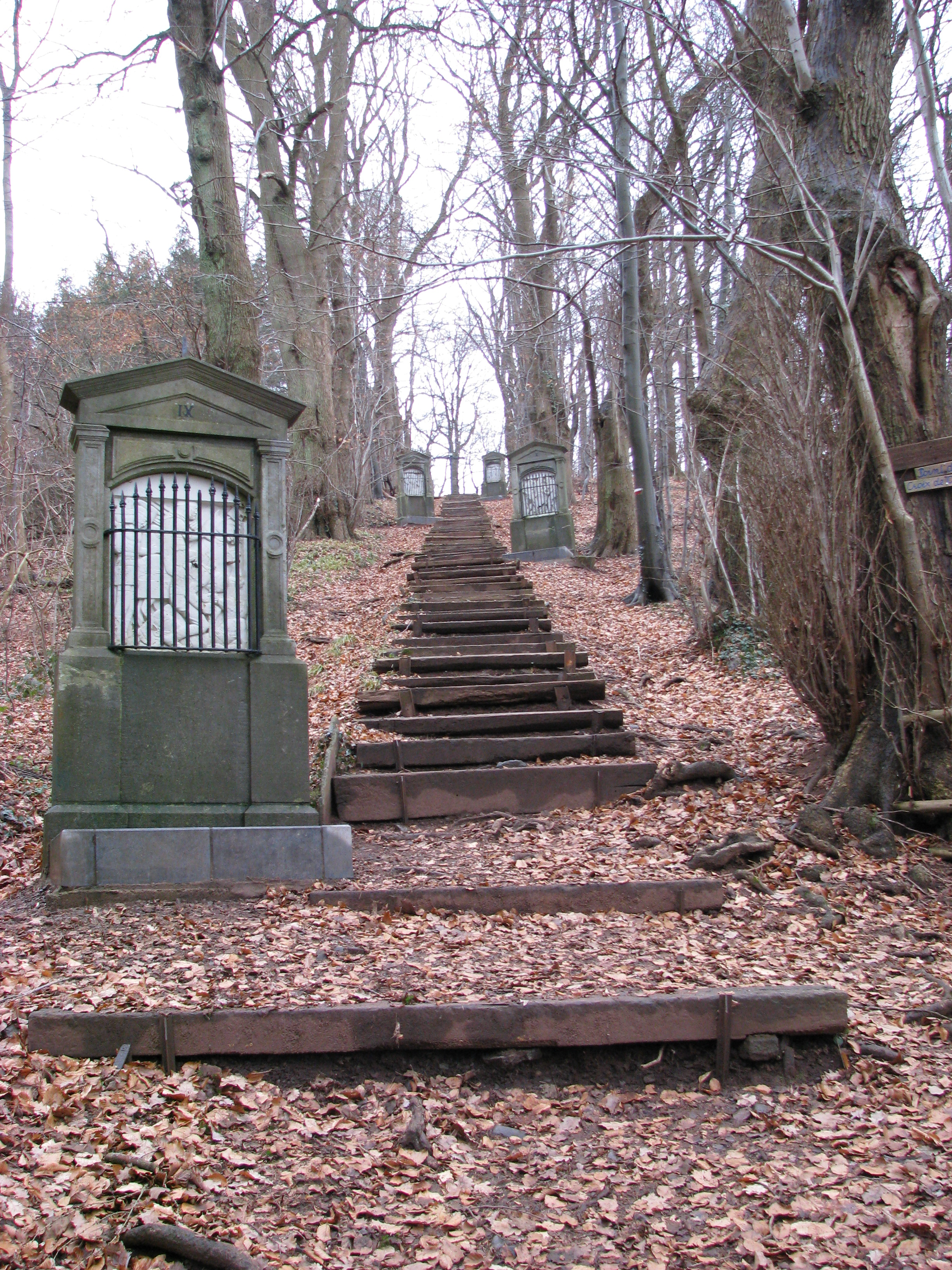
Kreuzweg, Malmedy

Carl Burger (* 26. November 1875 in Tännesberg; † 20. Februar 1950 in Mayen) war ein deutscher Bildhauer, Medailleur und Fachschullehrer.

## Leben
Carl Burger begann seine Ausbildung 1889 an der Schnitzschule in Partenkirchen. Danach studierte er von 1892 bis 1894 an der Kunstgewerbeschule München. Zwischen 1894 und 1896 führten ihn verschiedene Studienreisen unter anderem nach Böhmen, Österreich und Belgien. Von 1896 bis 1901 war er Schüler von Syrius Eberle an der Kunstakademie München. Anschließend arbeitete er als dekorativer Bildhauer unter Felix Pfeifer. Ab 1901 arbeitete er als selbständiger Künstler. 1904 kam er als Lehrer für Plastik an die Kunstgewerbeschule Aachen. Ab 1922 war Carl Burger in Mayen tätig. Er gründete die Mayener Steinmetz-Fachschule und war deren erster Direktor. Er arbeitete mit heimischer Basaltlava.

## Werke
| Aachen                 | Tritonen-Brunnen; errichtet 1906–1910, bis 1923 vor dem Hauptbahnhof, seitdem an der Kaiser-Friedrich-Allee Denkmal des Wehrhaften Schmieds; 1909, Jakobstraße Aesculap- und Neptunbrunnen in der Elisabethhalle; errichtet 1911 Büste Karl der Große Bilderzyklus in dem Originallokal Ejjene Keiser Karl; ausgeführt 1930, Jakobstraße 2                            |
| Bitburg                | Bierbrunnen; errichtet 1937 |
| Bonn                   | Studentenbrunnen; errichtet 1913 |
| Brühl (Rheinland)      | Kriegerdenkmal 1914–1918, auf dem Südfriedhof |
| Cochem                 | Schlageter-Denkmal; errichtet 1934, 15 m hoch, aus Moselschiefer |
| Erpel                  | Kriegerdenkmal 1914–1918; Einweihung am 20. August 1937, abgebrochen |
| Eupen                  | Wettbewerbsentwurf für das Kreis-Kriegerdenkmal (1866 und 1870/1871) auf dem Werthplatz; Wettbewerb 1911, nicht prämiert |
| Hammerstein (am Rhein) | Wettbewerbsentwurf für Reichsehrenmal auf der Rheininsel Hammersteiner Werth, nicht ausgeführt |
| Inden-Lucherberg       | Kriegerdenkmal 1914–1918 |
| Kirchen (Sieg)         | Roland-Skulptur am Rathaus Kirchen; errichtet 1930 |
| Koblenz                | Weinbrunnen nahe dem Weindorf; errichtet 1928, 1962 abgebaut, 2013 wiederaufgebaut Pionier-Gedenkstein als Bataillonsdenkmal 1914–1918 des 1. Rheinischen Pionier-Bataillons Nr. 8; errichtet 1935, zunächst im Hof der (ehemaligen) Falckenstein-Kaserne, seit 1939 in den Rheinanlagen, im Zweiten Weltkrieg zerstört Schängelbrunnen im Rathaushof; errichtet 1940 |
| Köln-Immendorf         | Kriegerdenkmal 1914–1918 |
| Kreuzau                | Kriegerdenkmal 1914–1918 |
| Malmedy                | 13 Flachreliefs für den Kreuzweg auf dem Kalvarienberg; errichtet 1913 |
| Mayen                  | Relief von drei Figuren an der Fassade des Hauses Am Layenborn 57a; ausgeführt 1938 Kriegerehrenmal; errichtet 1931, aus Basaltlava, Tuff und Bronze |
| Rheinbrohl             | Ehrenmal des Infanterie-Regiments Nr. 29, auf der Rheinbrohler Ley |
| Sankt Goar             | Jung-Siegfried; ausgeführt 1932, Basaltlava |
| Stolberg (Rheinland)   | Kruzifix in der Pfarrkirche St. Lucia Relief der büßenden Magdalena, ebenda |
| Zell (Mosel)           | Schwarze-Katz-Brunnen, Marktstraße |

## Trivia
Nach Burger ist die Mayener Carl-Burger-Schule benannt, eine Berufsschule mit gymnasialer Oberstufe.

## Veröffentlichungen
- Carl Burger: Das Reichsehrenmal auf der Insel Hammerstein im Rhein / Entwurf v. Carl Burger, Mayen. Rhein- und Wied-Druckerei, Neuwied-Linz 1926.
- Carl Burger: Alte Hospitalkapelle Mayen / Bildwerk-Ausstellung. Ferrari, Mayen 1928.
- Carl Burger: Der Bierbrunnen von Bitburg (Eifel). Bitburger Verlagsdruckerei, Bitburg 1937.